# Испанские миссии в Калифорнии

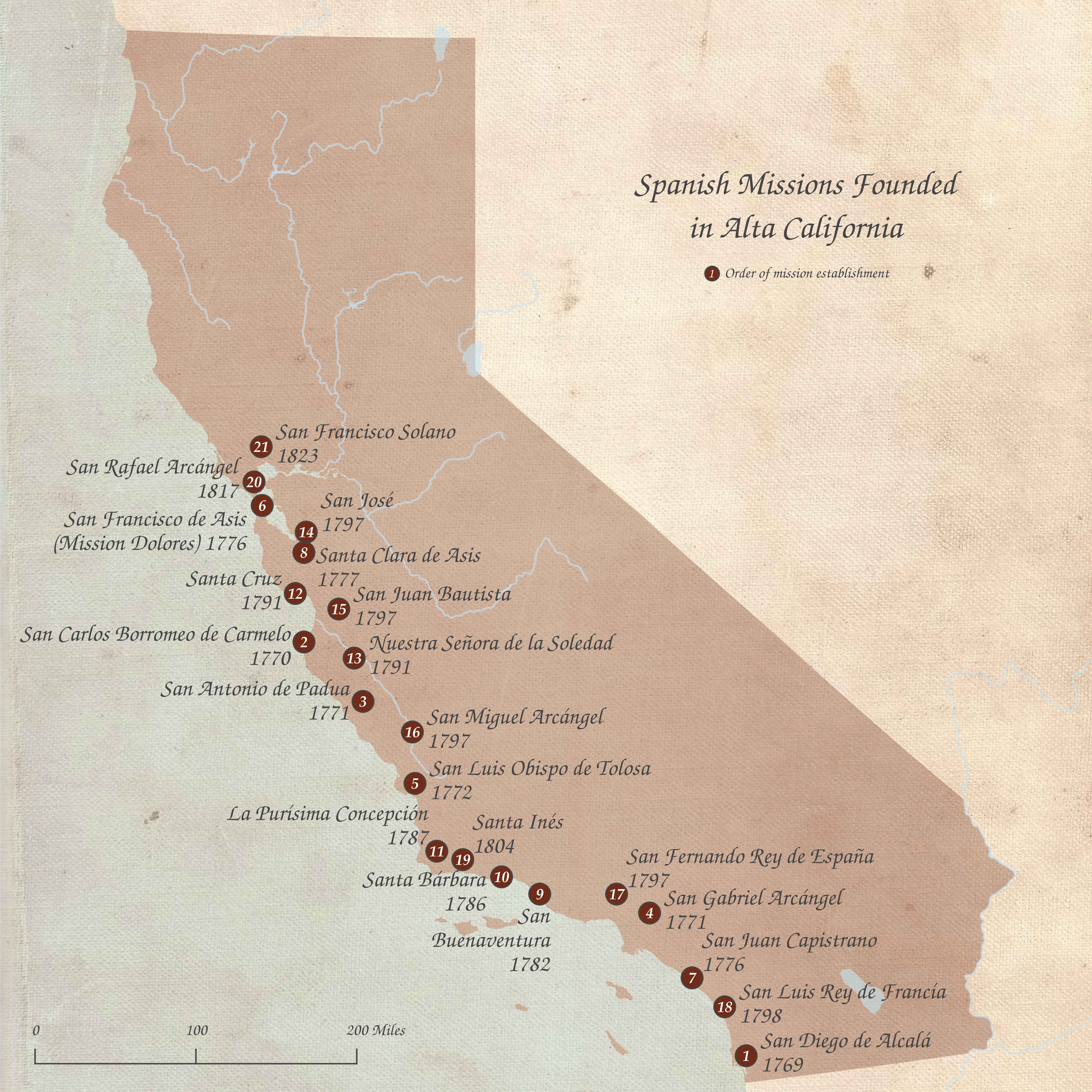
Карта 1821 года, показывающая идущую по Калифорнии «Королевскую дорогу» и расположение 21 миссии

Испанские миссии в Калифорнии — 21 миссионерское поселение, основанное на территории современного американского штата Калифорния с 1769 по 1833 годы. Миссии организовывались францисканцами для того, чтобы обратить местных индейцев в христианство (католицизм). Территория распространения миссий называлась Верхняя Калифорния и эта провинция входила в состав испанской колонии Новая Испания (до 1821 года, когда Мексика отделилась от Испании).

## История
Первым европейцем, достигшим берегов Калифорнии был испанец Хуан Кабрильо. В 1542 году он достиг залива Сан-Диего и обнаружил дикое племя чумашей. Время испанских миссий началось позже. Особенность испанской колонизации заключалась в том, что завоеватели прикрепляли местное население в качестве крестьян-пеонов к поместью-асьенде. Однако поскольку индейцы Калифорнии (как чумаши) не имели навыков сельского хозяйства, то подобная практика была затруднительной. Здесь возрастала роль миссионеров, которые наряду с христианством знакомили местное население с элементами европейской культуры. При этом миссионеры также учили индейцев испанскому языку и приобщали к испанскому образу жизни и испанской культуре, создавая основы для превращения их в лояльных подданных испанской монархии.
29 января 1767 года испанский король Карл III приказал Гаспару де Портоле изгнать иезуитов, которые к тому времени основали 15 миссий на полуострове Калифорния (ныне территория Мексики). 12 марта 1768 года Хосе Гальвес поручил францисканцам под руководством Хуниперо Серры взять эти миссии под свой контроль. Францисканцы успели закрыть ряд этих миссий, а также основать две своих, когда несколько месяцев спустя Гальвес получил новое распоряжение: «Во имя Бога и короля Испании занять и укрепить Монтеррей и Сан-Диего». Церковь приказала доминиканцам заняться миссиями в Нижней Калифорнии, чтобы францисканцы могли сосредоточиться на Верхней Калифорнии.
14 июля 1769 года экспедиция Портолы, сопровождаемая Серрой и францисканцами, отправилась из Лорето, чтобы исследовать земли на севере. Планировалось продлить цепь существующих миссий так, чтобы они были соединены дорогой и находились на расстоянии дня пути друг от друга. Первая из миссий в Верхней Калифорнии была основана в Сан-Диего (1769), вторая — в Монтеррее (1770). К концу 1769 года экспедиция достигла самой северной точки путешествия в районе современного Сан-Франциско.

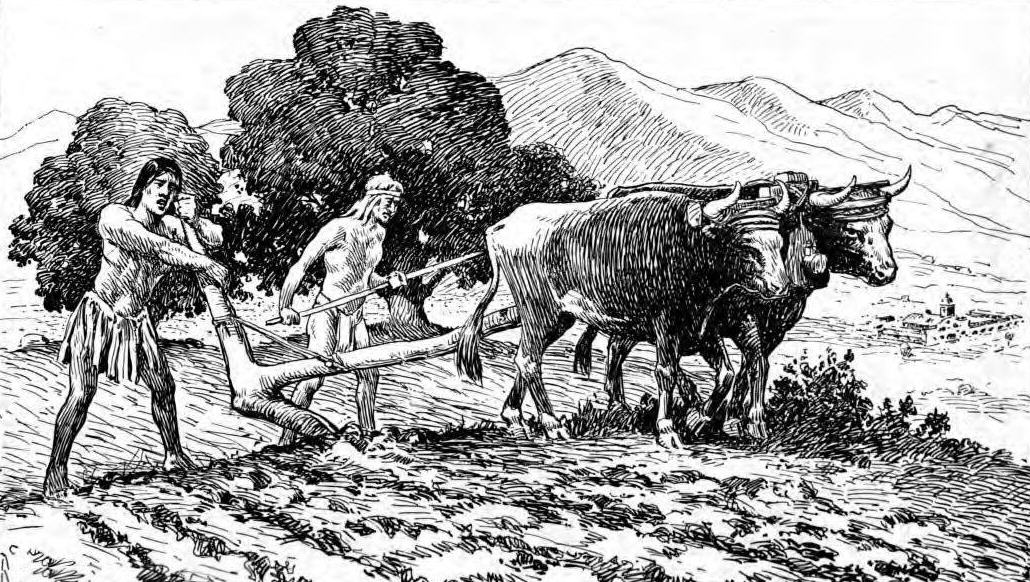
Индейцы пашут землю возле миссии Сан Диего де Алкала

Индейцев-чумашей заманивали в миссии подарками в виде еды, бус, яркой ткани. После этого их крестили. После крещения индейцев уже не выпускали из миссий и заставляли работать (прежде всего, на сельскохозяйственных работах). Если индейцы отказывались работать, то их пороли и морили голодом. Если индейцы убегали из миссий, то организовались военные экспедиции для их поимки. Индейцев из миссий также отправляли на работу к солдатам испанских фортов (presidio). Эти солдаты должны были сами обеспечивать себя продовольствием, но, вместо того чтобы самим обрабатывать землю, они заставляли индейцев работать на себя. 

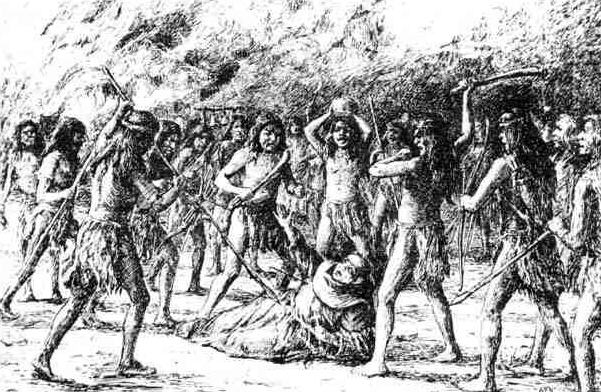
Индейцы убивают преподобного Луиса Хайме 4 ноября 1775 года

Дважды индейцы безуспешно восставали против миссионеров. Индейские женщины в миссиях часто прибегали к абортам. Миссионеры пытались с этим бороться. Отец Залвидеа предписывал наказывать индейских женщин за выкидыш (предполагалось заранее, что он вызван умышленно) следующим образом: брить голову, пороть пятнадцать дней подряд, заковывать в кандалы на три месяца и заставлять каждое воскресенье приходить в церковь с раскрашенной деревянной фигурой ребёнка в руках

### XIX век
Предполагалось, что десять лет спустя земли миссий будут, как это делалось в Мексике, распределены среди местного населения, однако на самом деле ни одна из испанских миссий в Калифорнии так и не смогла добиться даже самообеспечения. Развитие миссий финансировалось «El Fondo Piadoso de las Californias» («Благочестивым фондом Калифорний»), основанным в 1697 году и существовавшим на добровольные пожертвования. После того, как в 1810 году началась война за независимость Мексики, эта поддержка исчезла, и миссии оказались предоставлены сами себе.
В 1806 году по поселениям в Испанской Калифорнии пронеслась страшная эпидемия кори, в результате чего с марта по май в миссиях в области залива Сан-Франциско умерло до четверти индейцев. В 1811 году испанский вице-король Мексики отправил во все миссии в Верхней Калифорнии вопросник, затрагивающий темы условий жизни проживавших в миссиях индейцев, их обычаев и т. п. Предоставленные миссиями ответы являются сегодня ценным материалом для исследователей.
В ноябре-декабре 1818 года прибрежные миссии были атакованы аргентинским корсаром Ипполито де Бушаром. Опасаясь нападений, немногие государственные чиновники и большинство священников из миссий укрылись в миссии Нуэстра-Сеньора-де-ла-Солидад. Ирония судьбы заключается в том, что в результате церковные сокровища в миссии Санта-Крус были разграблены теми самыми местными жителями, которым было поручено их охранять.
В 1819 году испанское правительство решило ограничить своё продвижение на север в Америках из-за отсутствия средств, в связи с чем последней из основанных миссий стала миссия Сан-Франсиско-Солано, основанная в 1823 году в Сономе. В 1833 году в миссии прибыла последняя группа миссионеров, которые были уже не испанцами, а мексиканцами, подготовленными в Гуадалупе; среди них был и Франсиско Гарсие Диего-и-Морено.

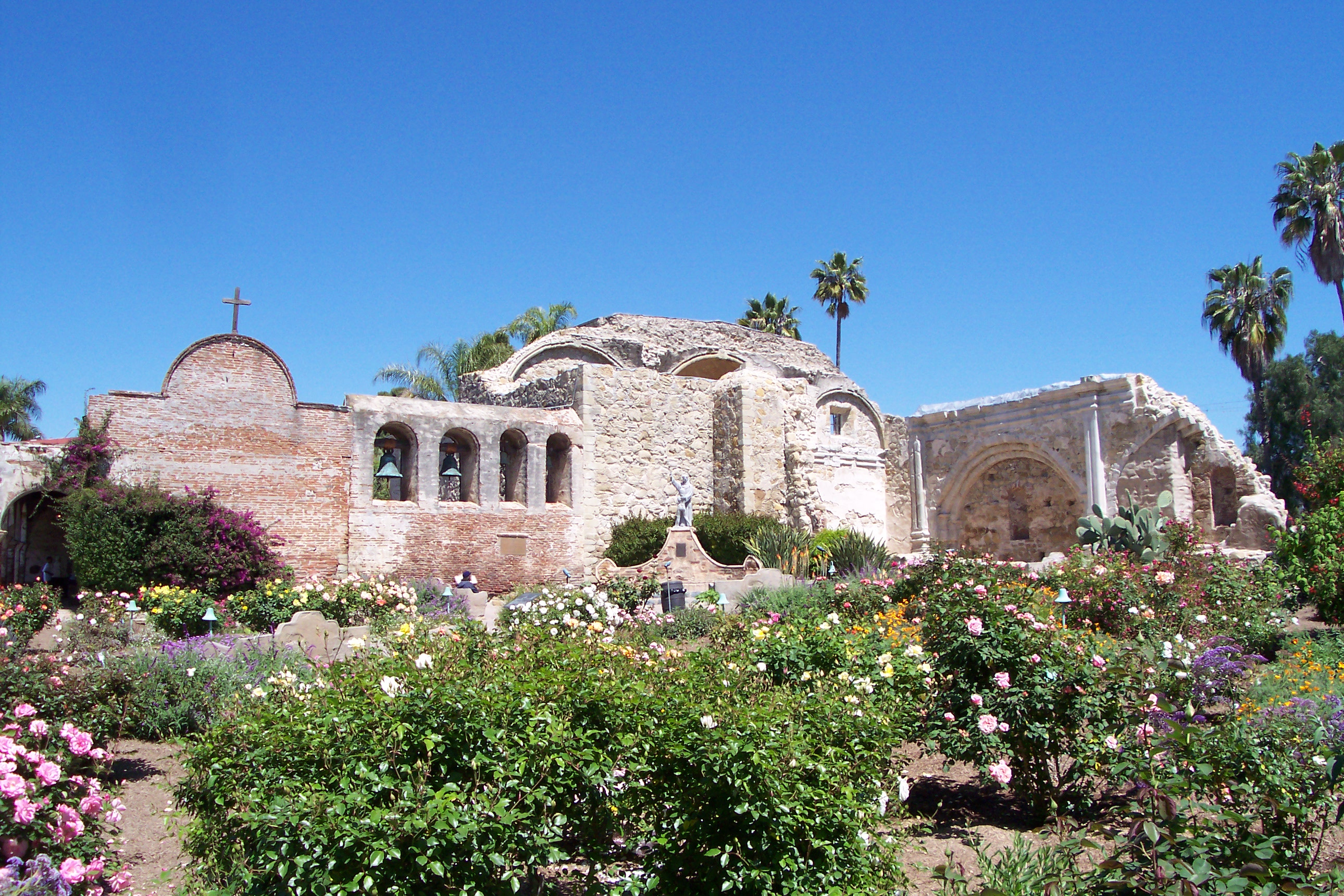
Руины миссии Сан Хуан Капистрано

После образования независимой Мексики усилилось стремление к секуляризации церковного имущества. В 1826 году первый мексиканский губернатор Верхней Калифорнии — Хосе Мария де Эчеандия — издал «Прокламацию эмансипации», согласно которой все индейцы военных округов Сан-Диего, Санта-Барбара и Монтеррей, которые считались достаточно квалифицированными, освобождались от правления миссионеров и становились полноправными гражданами Мексики. Те, кто оставались под покровительством миссий, освобождались от большинства форм телесных наказаний. К 1830 году даже неофиты были достаточно уверены в своих способностях управлять фермами и ранчо самостоятельно.
Губернатор Хосе Фигероа, занявший свой пост в 1833 году, поначалу пытался сохранить систему миссий, но Конгресс Мексики 17 августа принял «Акт о секуляризации». 9 августа 1834 года губернатор Фигероа выпустил «Декрет о конфискации», в соответствии с которым в последующие годы миссии были переданы светским властям. Францисканцы, уходя, постарались забрать с собой всё, представлявшее хоть какую-то ценность, после чего местное население обычно использовало здания миссий в качестве источника строительных материалов. Принадлежавшие миссиям земельные участки были распроданы в частные руки, в результате чего образовались ранчо Калифорнии.

## См.также
- Миссионерство

## Внешние ссылки
- California Spanish Missions